# Domingo Collantes
Domingo Collantes (ur. 2 października 1746 w Herrín de Campos, zm. 23 lipca 1808) – hiszpański duchowny rzymskokatolicki, w latach 1790-1808 biskup Nueva Caceres.

## Życiorys
15 grudnia 1788 został mianowany biskupem Nueva Caceres na Filipinach. Sakrę biskupią otrzymał 28 października 1790.